# ロベルト・ムッシ
ロベルト・ムッシ（Roberto Mussi、1963年8月25日 - ）は、イタリア出身の元同国代表の元サッカー選手。ポジションはDF。

## 経歴
ACパルマやACミラン、トリノFCでプレーし、セリエAで通算250試合に出場した。1984-85シーズンにパルマに加入、翌1985-86シーズン、アリゴ・サッキが新監督に就任すると、前年まで所属していたほぼ全ての選手たちが放出されたが、アレッサンドロ・メッリとムッシだけは放出されなかった。1987-88シーズン、サッキに連れられ、ACミランへと移籍した。ここで、リーグ優勝1度とチャンピオンズカップでの優勝を1度経験している。チャンピオンズカップ決勝のステアウア・ブカレスト戦ではベンチ入りも、出場機会は無かった。
1990年に移籍したトリノでの5シーズンで通算195試合に出場、コッパ・イタリア優勝やUEFAカップ準優勝に貢献した。1994-95シーズンにパルマへと複帰、そのシーズンにUEFAカップ第2戦では途中出場、クロスでディノ・バッジョのゴールをアシスト、この得点でチームは優勝を果たした、1998-99シーズンUEFAに、UEFAカップ、コッパ・イタリアの二冠獲得に貢献した。
イタリア代表では、1994年ワールドカップに3試合、1996年欧州選手権に3試合、合計で11試合に出場した。1994年ワールドカップ決勝トーナメント1回戦ナイジェリアとの対戦において0-1とリードされる試合終了間際、オーバーラップからR・バッジオのゴールをアシストして1-1の同点に追いつき、延長戦の末に勝利した。決勝では先発出場するも、マルディーニのポジションをセンターバックから本来の左サイドに変更する戦術的理由により、前半34分にアポロ―ニとの交代となった。